# Diagram-priset
Diagrampriset (egentligen The Bookseller/Diagram Prize for Oddest Title of the Year), är ett humoristiskt litteraturpris som årligen delas ut till den bok som anses ha den underligaste titeln. Priset är namngett efter "the Diagram Group", ett informations- och grafikföretag i London,